# Dummy (Album)
Dummy ist das erste Studioalbum der britischen Trip-Hop-Band Portishead. Es wurde im Oktober 1994 veröffentlicht. Das Album gilt als stilbildend für das Genre.

## Titelliste
1. Mysterons – 5:06
2. Sour Times – 4:14
3. Strangers – 3:58
4. It Could Be Sweet – 4:20
5. Wandering Star – 4:56
6. It’s a Fire – 3:48
7. Numb – 3:58
8. Roads – 5:10
9. Pedestal – 3:41
10. Biscuit – 5:04
11. Glory Box – 5:06

In der in Großbritannien verkauften Ausgabe des Albums ist der Song It’s a Fire nicht enthalten.

## Besetzung
Neben den Bandmitgliedern Gibbons, Barrow und Utley wurden einige Studiomusiker engagiert: Gary Baldwin (Hammond-Orgel), Neil Solman (Keyboards), Andy Hague (Trompete), Clive Deamer (Drums) und Richard Newell (Drumcomputer).

## Samples
In zahlreichen Songs des Albums werden Samples von anderen Musikern verwendet, darunter Lalo Schifrin (The Danube Incident) und Smokey Brooks (Spin It Jig) in Sour Times, Weather Report (Elegant People) in Strangers und Johnnie Ray (I’ll Never Fall in Love Again) in Biscuit.
Das bekannteste Sample ist jedoch Isaac Hayes’ Ike’s Rap II auf Glory Box. Kurioserweise wurde der gleiche Song auch im fast zeitgleich entstandenen Song Hell Is Round the Corner von Tricky verwendet.
Mysterons enthält ein Sample aus der 1967 in England ausgestrahlten Science-Fiction-Serie Captain Scarlet and the Mysterons.
Der Song greift die unheimliche Atmosphäre dieser Serie auf, in der die Mysterons unsichtbare Aliens sind, die sich durch verzerrte Stimmen aus Radio- und Fernsehgeräten mitteilen.
Laut Produzent Dave McDonald war die begrenzte Speicherkapazität des verwendeten Samplers vom Typ Akai S1000 der Grund, weshalb neben den nur mono verwendeten Samples das ganze Album überwiegend mono abgemischt wurde.

## Charts
In den deutschen Charts war das Album 19 Wochen, zwischen dem 30. Januar und dem 27. August 1995, und kam bis auf Platz 45. In den englischen Charts hielt es sich dagegen 111 Wochen und kam bis auf Platz 2.

## Auszeichnungen
Von den Magazinen The Face, Mix Mag und Melody Maker wurde es als Album des Jahres gewählt. Außerdem erhielten Portishead für ihr Erstlingswerk den Mercury Music Prize, ebenfalls für das beste Album des Jahres. Der Rolling Stone nahm es in seine Liste der 500 besten Alben aller Zeiten auf. Der New Musical Express führt es unter den „Top 30 Heartbreak Albums“. Im englischen Musikmagazin Fact liegt das Album – hinter Maxinquaye von Tricky – auf Platz 2 der Liste „The 50 best trip-hop albums of all time“.
In der deutschen Musikzeitschrift Spex kam das Album auf Platz 6 der Bestenliste 1994 sowie auf Platz 60 der „Platten des Jahrhunderts“. Die Zeitschrift Visions setzte es auf ihrer Liste „Die wichtigsten Alben der 90er“ auf den 2. Platz.

## Singles und Videos
Ausgekoppelt wurden Numb, Sour Times und Glory Box. Die Videos dazu wurden von Regisseur Alexander Hemming gedreht.
Neben diesen drei Stücken wurden auch die Songs Mysterons, Roads und Strangers auf dem Livekonzert in New York am 24. Juli 1997 gespielt und auf Video aufgezeichnet.

## Filmmusik
Mehrere Stücke des Albums dienten als Filmmusik:
- Glory Box in den Filmen Gefühl und Verführung, Der Hexenclub, Und jeder sucht sein Kätzchen sowie Lord of War – Händler des Todes und in B. Monkey
- Roads in Tank Girl, Little Criminals und der Fernsehserien Millennium und Küstenwache (Folge: Wink des Schicksals)
- Numb in Confessional (1995) von Robert Lepage. Außerdem ist es im Abspann des deutschen Fernsehfilms Bei Klingelzeichen Mord aus der Krimireihe Polizeiruf 110 zu hören.

## Coverversionen
Der Song Roads wurde 1998 von der Doom-Metal-Band My Dying Bride gecovert und erschien auch 2001 auf deren Album Meisterwerk II.
2008 wurde das Album Satanism. Sickness. Solitude. der Extreme-Metal-Band Sick veröffentlicht, auf dem sie Wandering Stars neu interpretierten.
Im Jahr 2015 veröffentlichte die kanadische Sängerin Alessia Cara ihre Single Here, auf welcher der Grundloop von Glory Box mit einem neuen Text versehen wurde.